# カザフスタン海軍

カザフスタン海軍の紋章

軍旗

カザフスタン海軍（カザフ語: Әскери-теңіз күштері ）は、カザフスタン共和国軍の海軍組織で、1993年4月2日に設立された後、2003年5月7日に大統領令によって制定された。アクタウの湾口に拠点を置き、主にカスピ海にて活動を行なっている。総員3,000人。
海軍の作戦単位は、海軍基地である。

## 装備
14隻の近海哨戒艦艇を保有。 
- カザフスタン級ミサイル艇x4
- AB-25級哨戒艇x2
- OPV-62（サール62型哨戒艦）x2
- シャルダグ哨戒艇x6

他に以下の艦艇を保有する。
- Project 01340G1（測量船）
- 10750E（港掃海艇）x2